# Zdeněk Sekanina
Zdeněk Sekanina (n. 12 de junio de 1936, Mladá Boleslav, Checoslovaquia —actual República Checa—) es un astrónomo checo nacionalizado estadounidense.
Comenzó a estudiar astronomía en la Universidad Carolina de Praga en 1959, donde se graduó en 1963. Emigró a los Estados Unidos en 1968 tras la invasión de Checoslovaquia por el Pacto de Varsovia.[cita requerida] Entre 1959 y 1966 trabajó como astrónomo en el observatorio de Štefánik, entre 1967 y 1968 fue colaborador científico en el Centro de Matemática Numérica de la Facultad de Matemáticas y Física de la Universidad Carolina, entre 1970 y 1980 fue asociado del Observatorio del Harvard College, entre 1969 y 1980 realizó labores como físico en el Observatorio Astrofísico Smithsoniano y desde 1980 ha estado trabajando en el Laboratorio de Propulsión a Reacción. Es miembro de la Unión Astronómica Internacional.
Sus principales áreas de estudio profesional son los meteoritos y la nube de polvo interplanetario, así como el estudio de cometas. Estuvo involucrado en la evaluación de datos de las misiones Stardust y SOHO.[cita requerida] En 1983 escribió un artículo argumentando en contra de la hipótesis cometaria del bólido de Tunguska. Estudió la cola de polvo del cometa Halley analizando las imágenes tomadas por la sonda Giotto en 1986 e imágenes tomadas desde la Tierra en 1910.
Estudió y documentó el cometa Shoemaker-Levy 9 hasta su ruptura e impacto en Júpiter en julio de 1994. También realizó observaciones del cometa Hale-Bopp, al que le estimó un diámetro del núcleo de 15 km.
En 1976, el asteroide (1913) Sekanina fue nombrado en su honor. En 2006 recibió de parte de la Sociedad Astronómica Checa el premio Nušl.